# Fullmetal Alchemist: Alchemic Card Battle TCG
Pour les articles homonymes, voir Fullmetal Alchemist (homonymie).
 (mai 2017).
Fullmetal Alchemist: Alchemic Card Battle TCG (FMA TCG en abrégé) est un jeu de cartes à collectionner basé sur le monde du manga Fullmetal Alchemist et publié par la société Joyride Entertainment.

## Jeux disponibles
Le jeu se compose actuellement d´un jeu de base (contenant 30 cartes dont une spéciale) et 5 boosters :
- Premier Edition
- Blood & Water
- Artificial Human
- A Hero's Passing
- Alchemist's Gate

Chacun jeu supplémentaire est composé de 11 cartes (1 rare, 3 peu fréquentes et 7 fréquentes.
Le prochain jeu supplémentaire, appelé Seven Deadly Sins est prévu pour fin 2006 ou début 2007.

## Types de cartes
Il existe six types différents de cartes dans le jeu :
- Personnages principaux : (drapeau vert sur le coin supérieur gauche), représentant le personnage du joueur.
- Allié : (drapeau doré sur le coin supérieur gauche), représentant un personnage secondaire pouvant être recruté par le personnage principal du joueur.
- Évènement : carte pouvant être jouée pendant l´une des phases du jeu et coûtant un certain nombre de points.
- Équipement : (pièce argentée sur le coin supérieur gauche) carte représentant un outil ou un accessoire pouvant être utilisé par un personnage.
- Localisation : représente le but du jeu, à savoir la localisation d´une pierre philosophale que les joueurs doivent découvrir.
- Avantages : (carte bleue avec le symbole des alliés) : carte supplémentaire, ne rentrant pas dans le décompte des coups.